# Somaloma
Somaloma es una montaña de la Sierra de Híjar, situada en el municipio cántabro de Valdeprado del Río (España), entre este valle y el de Campoo. En el punto más alto de este monte hay un vértice geodésico regente que marca una altitud de 1283,70 m s. n. m. en la base del pilar. Se puede acceder desde Arroyal, saliendo por la carretera en dirección a Aldea de Ebro y tomando la desviación hacia Montesclaros. A unos tres kilómetros del cruce hay que tomar una pista hacia la izquierda. A pie se puede llegar sin dificultad desde Montesclaros.